# Verde luna
Verde luna (Green moon) è uno noto brano musicale del 1941 interpretato per la prima volta, seppure in playback, da Rita Hayworth, doppiata dalla voce della cantante Graciela Párraga all'interno del film Sangue e arena.

## Storia
Il testo in inglese fu scritto da Abe Tuvim, quello in italiano fu scritto da Pinchi, mentre per la versione spagnola il paroliere fu lo stesso compositore della musica Vicente Gómez. Lo spartito pubblicato nel 1941 fu inciso negli anni '40 da vari cantanti popolari dell'epoca, quali Flo Sandon’s, Nilla Pizzi, Luciano Tajoli, Carlo Buti e Italia Vaniglio.

## Cover
Nel 1976, Dalida reinterpretò la canzone in ritmo disco come "Tu m'as déclaré l'amour" in lingua francese, con testi di Claude Carmone e Pascal Sevran. Il singolo fu il numero 1 in Francia quell'anno e ottenne nuova popolarità 8 anni dopo in URSS quando vendette quasi mezzo milione di copie nel 1984.
Negli anni '80 e '90 vennero realizzate diverse cover del brano interpretate da Angela Luce, Mina e Francesca Alotta. Nel 2017 Dimartino canta una cover nell'album Un mondo raro.